# Remo Girone
Remo Girone (Asmara, 1º dicembre 1948) è un attore italiano.
Ha raggiunto la massima popolarità grazie al ruolo di Tano Cariddi nello sceneggiato televisivo La piovra.

## Biografia
Figlio di emigrati in Eritrea, colonia italiana in Africa dal 1890 al 1941, Remo Girone nasce e trascorre l'infanzia nella capitale Asmara, dove sin da giovanissimo partecipa a spettacoli teatrali recitando poesie e brani drammatici con grande successo. In una recensione sul Giornale dell'Eritrea del 1957 un critico scrive: ricordatevi di questo ragazzo, diventerà un grande attore. A tredici anni si trasferisce a Roma per gli studi superiori. Dopo la maturità frequenta la facoltà di economia e commercio, ma gli studi universitari durano poco. Si iscrive infatti all'Accademia d'arte drammatica "Silvio d'Amico" per diplomarsi in recitazione.

### Carriera teatrale
Il teatro, più del cinema, è il mezzo con cui Remo Girone continuerà a garantirsi la stima della critica anche quando le fiction TV lo renderanno popolare al grande pubblico. Lavora con vari registi fra cui Enrico D'Amato per Romeo e Giulietta di William Shakespeare, Luca Ronconi per Mirra di Vittorio Alfieri e Orazio Costa per Morte di un commesso viaggiatore di Arthur Miller. Fra i suoi autori preferiti c'è Anton Čechov: un suo Zio Vanja, diretto da Peter Stein, è vincitore al Festival Teatrale di Edimburgo nel 1996.

### Carriera cinematografica e televisiva
L'esordio sul grande schermo è con l'ungherese Miklós Jancsó in Roma rivuole Cesare del 1972; segue L'anticristo (1974) di Alberto De Martino. Il primo ruolo da protagonista gli è offerto da Marco Bellocchio per Il gabbiano del 1977 che, non a caso, è tratto da una commedia di Čechov. Seguono poi Corleone (1978) e Giocare d'azzardo (1982) rispettivamente di Pasquale Squitieri e Cinzia TH Torrini che in seguito richiameranno Girone per altri loro film.
Il successo popolare di Remo Girone arriva grazie alla televisione. Nel 1987 prende parte allo sceneggiato Rai La piovra 3 dando vita ad uno dei personaggi più cattivi e nel contempo interessanti del piccolo schermo: Tano Cariddi. Tale personaggio lo impegna anche nella quarta, quinta, sesta e decima stagione della serie. Nella settima stagione, a causa di una malattia, Girone appare nei panni di Tano solo alcuni minuti nel finale. Prima de La piovra, Remo Girone era apparso in alcune serie televisive fra cui Il garofano rosso, Che fare? e Delitto di stato.
Dopo appare in sceneggiati come Lo scialo (1987), Una vittoria (1988) di L. Perelli, Dalla notte all'alba (1991) di Cinzia TH Torrini, Carlo Magno (1993) di Clive Donner, Morte di una strega (1995) di Cinzia TH Torrini, Dio vede e provvede (1996), Fantaghirò 5 (1996), Morte di una ragazza perbene (1999), L'elefante bianco (1998) di Gianfranco Albano, Il Grande Torino (2005), Questa è la mia terra (2006) e nella fiction televisiva Diritto di difesa (2004).
Non mancano le apparizioni nei varietà: uno di essi, Settimo Squillo (Telemontecarlo), viene da lui condotto nel 1991 assieme alla moglie, l'attrice argentina Victoria Zinny sposata nel 1982, e il di lei figlio a sua volta attore Karl Zinny. Delle apparizioni successive alla notorietà acquisita con La Piovra si ricordano Diceria dell'untore (1990) di Beppe Cino, Il viaggio di Capitan Fracassa (1990) di Ettore Scola, L'angelo con la pistola (1992) di Damiano Damiani, Marquise (1997) di Vera Belmont (dove interpreta il musicista Jean-Baptiste Lully), Giochi d'equilibrio (1998) di Amedeo Fago, Li chiamarono... briganti! (1999) di P. Squitieri e Il sole nero (2007) di Krzysztof Zanussi.
Partecipa pure ad Heaven (2002) di Tom Tykwer e ha un cameo ne Le valigie di Tulse Luper - La storia di Moab (2003) di Peter Greenaway. Infine, come doppiatore, è presente nella versione italiana del film d'animazione Disney Pocahontas (1995) dove presta la voce, anche cantando, al grande capo pellerossa Powhatan, e nel film di Ridley Scott Le crociate - Kingdom of Heaven, dove doppia Saladino. Nel 2007 è nel cast del film Il 7 e l'8.
Nel 2008 è tra gli interpreti della fiction Le ali, diretta da Andrea Porporati. A teatro interpreta la commedia Fiore di cactus di Pierre Barillet e Jean-Pierre Grédy, per la regia di Guglielmo Ferro. Al suo fianco è Eleonora Giorgi. Nel 2009 fa un cameo nel film Italians. Nel 2011 è coprotagonista assieme a Toni Servillo ne Il gioiellino, film diretto da Andrea Molaioli; nella pellicola, la cui sceneggiatura si ispira al crac Parmalat, l'attore veste i panni del fondatore dell'azienda Amanzio Rastelli. Nel 2013 torna al cinema con Benvenuto Presidente! con Claudio Bisio. Nel 2015 è narratore dell'undicesima puntata di Techetechete'.
Nel 2019 interpreta Enzo Ferrari nel film Le Mans '66 - La grande sfida, diretto da James Mangold, a fianco di Matt Damon e Christian Bale. Nel 2020 presta la sua voce interpretando lo spirito del Natale, all'interno nel lungometraggio inserito del disco di Valerio Scanu, Canto di Natale. Riceve il premio alla carriera in occasione dei premi Flaiano 2021.
Nel 2021 interpreta Libero nel film Il diritto alla felicità scritto e diretto da Claudio Rossi Massimi.

## Attività musicale
Pur avendo dichiarato al Festival di Sanremo 1992 (dove introduceva Irene Fargo nella serata finale) che non sarebbe mai stato in grado di fare il cantante, solo un anno dopo Remo Girone incise un singolo, "ospite" di Marcella Bella nella canzone Io credo, la quale doveva partecipare al Festival di Sanremo 1993, ma la commissione decise di bocciarla. Marcella, comunque, pubblicò il brano nel 1994 all'interno dell'album dal vivo Tommaso.

## Filmografia

### Cinema
- L'anticristo, regia di Alberto De Martino (1974)
- Il gabbiano, regia di Marco Bellocchio (1977)
- Corleone, regia di Pasquale Squitieri (1978)
- Le chemin perdu, regia di Patricia Moraz (1980)
- Giocare d'azzardo, regia di Cinzia TH Torrini (1982)
- Malamore, regia di Eriprando Visconti (1982)
- L'amara scienza, regia di Nicola De Rinaldo (1985)
- Giallo alla regola, regia di Stefano Roncoroni (1988)
- Nel giardino delle rose, regia di Luciano Martino (1990)
- Caffè Europa (Cafe Europa), regia di Franz Xaver Bogner (1990)
- Il viaggio di Capitan Fracassa, regia di Ettore Scola (1990)
- Mezzaestate, regia di Daniele Costantini (1991)
- L'angelo con la pistola, regia di Damiano Damiani (1992)
- Dietro la pianura, regia di Gerado Fontana e Paolo Girelli (1994)
- Colibri rosso (Vörös Colibri), regia di Zsuzsa Böszörményi (1995)
- Marquise, regia di Véra Belmont (1997)
- Giochi d'equilibrio, regia di Amedeo Fago (1998)
- Li chiamarono... briganti!, regia di Pasquale Squitieri (1999)
- La seconda ombra, regia di Silvano Agosti (2000)
- Bella e impossibile, regia di Marco Mattolini (2002)
- Heaven, regia di Tom Tykwer (2002)
- Le valigie di Tulse Luper - La storia di Moab (The Tulse Luper Suitcasses, Part 1: The Moab Story), regia di Peter Greenaway (2003)
- A/R Andata + Ritorno, regia di Marco Ponti (2004)
- Stauffenberg - Attentato a Hitler, regia di Jo Baier (2004)
- Persona non grata, regia di Krzysztof Zanussi (2005)
- Quijote, regia di Mimmo Paladino (2006)
- La duchessa di Langeais (Ne touchez pas la hache), regia di Jacques Rivette (2007)
- Il 7 e l'8, regia di Giambattista Avellino, Ficarra e Picone (2007)
- Il sole nero, regia di Krzysztof Zanussi (2007)
- Ripopolare la reggia (Peopling the Palaces at Venaria Reale), regia di Peter Greenaway (2007)
- Misstake, regia di Filippo Cipriano (2008)
- Italians, regia di Giovanni Veronesi (2009)
- Il gioiellino, regia di Andrea Molaioli (2011)
- Benvenuto Presidente!, regia di Riccardo Milani (2013)
- Roche papier ciseaux, regia di Yan Lanouette Turgeon (2013)
- Maicol Jecson, regia di Enrico Audenino, Francesco Calabrese (2014)
- Shades of Truth, regia di Liana Marabini (2015)
- Rosso Mille Miglia, regia di Claudio Uberti (2015)
- Il bacio azzurro, regia di Pino Tordiglione (2015)
- Infernet, regia di Giuseppe Ferlito (2016)
- La legge della notte (Live by Night), regia di Ben Affleck (2016)
- La voce della pietra (Voice from the Stone), regia di Eric D. Howell (2017)
- Ma cosa ci dice il cervello, regia di Riccardo Milani (2019)
- Le Mans '66 - La grande sfida (Ford v. Ferrari), regia di James Mangold (2019)
- Lupo Bianco, regia Tony Gangitano (2021)
- Fra due battiti, regia di Stefano Usardi (2021)
- Il diritto alla felicità, regia di Claudio Rossi Massimi (2021)
- Il mio nome è vendetta, regia di Cosimo Gomez (2022)
- G.R.A., regia di Luca Pelosi (2022)
- Cento cuori, regia di Paolo Damosso (2023)
- The Equalizer 3 - Senza tregua (The Equalizer 3), regia di Antoine Fuqua (2023)

### Televisione
- Roma rivuole Cesare, regia di Miklós Jancsó – film TV (1974)
- Signora Ava, regia di Antonio Calenda – miniserie TV (1975)
- Alle origini della mafia, regia di Enzo Muzii – miniserie TV (1976)
- Il garofano rosso, regia di Piero Schivazappa – miniserie TV (1976)
- Che fare?, regia di Gianni Serra – miniserie TV (1979)
- La brace dei Biassoli, regia di Giovanni Fago – miniserie TV (1981)
- Delitto di stato, regia di Gianfranco de Bosio – miniserie TV (1982)
- Strada Pia, regia di Georg Brintrup – film TV (1983)
- Fuori scena, regia di Enzo Muzii – film TV (1986)
- Lo scialo, regia di Franco Rossi – miniserie TV (1987)
- La piovra 3, regia di Luigi Perelli – miniserie TV (Rai 1, 1987)
- Una vittoria, regia di Luigi Perelli – miniserie TV (1988)
- La piovra 4, regia di Luigi Perelli – miniserie TV (1989)
- La piovra 5 - Il cuore del problema, regia di Luigi Perelli – miniserie TV (1990)
- Prigioniera di una vendetta (Maximum Exposure), regia di Vittorio Sindoni – miniserie TV (1991)
- Dalla notte all'alba, regia di Cinzia TH Torrini – film TV (1992)
- La piovra 6 - L'ultimo segreto, regia di Luigi Perelli – miniserie TV (1992)
- Carlo Magno (Charlemagne, le prince à cheval), regia di Clive Donner – miniserie TV (1993)
- La piovra 7 - Indagine sulla morte del commissario Cattani, regia di Luigi Perelli – miniserie TV (1995)
- Servo d'amore, regia di Sandro  Bolchi – film TV (1995)
- Morte di una strega, regia di Cinzia TH Torrini – miniserie TV (1996)
- La signora della città, regia di Beppe Cino – miniserie TV (1996)
- Dio vede e provvede, regia di Enrico Oldoini – miniserie TV (1996)
- Fantaghirò 5, regia di Lamberto Bava – miniserie TV (1996)
- L'elefante bianco, regia di Gianfranco Albano – miniserie TV (1998)
- Un taxi dans la nuit, regia di Alain-Michel Blanc – film TV (1998)
- Caraibi, regia di Lamberto Bava – miniserie TV (1999)
- Morte di una ragazza perbene, regia di Luigi Perelli – miniserie TV (1999)
- L'amore oltre la vita, regia di Mario Caiano – film TV (1999)
- Sospetti – serie TV (2000)
- La piovra 10, regia di Luigi Perelli – miniserie TV (2001)
- Sa mère, la pute, regia di Brigitte Roüan – film TV (2001)
- Per amore , regia di Maria Carmela Cicinnati e Peter Exacoustos – miniserie TV (2002)
- La Surface de réparation, regia di Bernard Favre – film TV (2002)
- Una vita in regalo, regia di Tiziana Aristarco – miniserie TV (2003)
- Diritto di difesa – serie TV (2004)
- O la va, o la spacca, regia di Francesco Massaro – miniserie TV (2005)
- La bambina dalle mani sporche, regia di Renzo Martinelli – miniserie TV (2005)
- Sospetti 3 – serie TV (2005)
- Il Grande Torino, regia di Claudio Bonivento – miniserie TV (2005)
- Psyco - Delitti per gioco, regia di Davide Simon Mazzoli – miniserie TV (2005)
- Questa è la mia terra – serie TV (2006)
- Crimini – serie TV, episodio 1x06 (2006)
- Rex – serie TV, 1x05 (2008)
- Le ali, regia di Andrea Porporati – film TV (2008)
- Services sacrés, regia di Vincenzo Marano – film TV (2009)
- Suor Pascalina - Nel cuore della fede (Gottes mächtige Dienerin), regia di Marcus O. Rosenmüller – film TV (2011)
- Maria di Nazaret, regia di Giacomo Campiotti – miniserie TV (2012)
- Killing Eve – serie TV, episodio 1x01 (2018)
- Furore - Capitolo secondo – serie TV (2018)
- Meraviglie - La penisola dei tesori[4] (2020- 2022)
- Vostro onore – serie TV, 4 episodi (2022)
- La vie devant, regia di Klaudia Reynicke – miniserie TV (2022)
- Everybody Loves Diamonds – serie TV, 6 episodi (2023)

## Teatro
- Fiore di cactus, di Pierre Barillet e Jean-Pierre Grédy, regia di Guglielmo Ferro (2008)
- Zaide, musiche di Wolfgang Amadeus Mozart, regia di Graham Vick, Teatro dell'Opera di Roma (2020)
- Il cacciatore di nazisti, basato sugli scritti di Simon Wiesenthal, drammaturgia e regia di Giorgio Gallione (2022)

## Riconoscimenti
Nel luglio 2019 ha ricevuto il Grand Prix Corallo Città di Alghero per la sezione Cinema – Teatro.
- Premio Flaiano sezione teatro[5]
  - 2021 – Premio alla carriera